# Stefan Baier

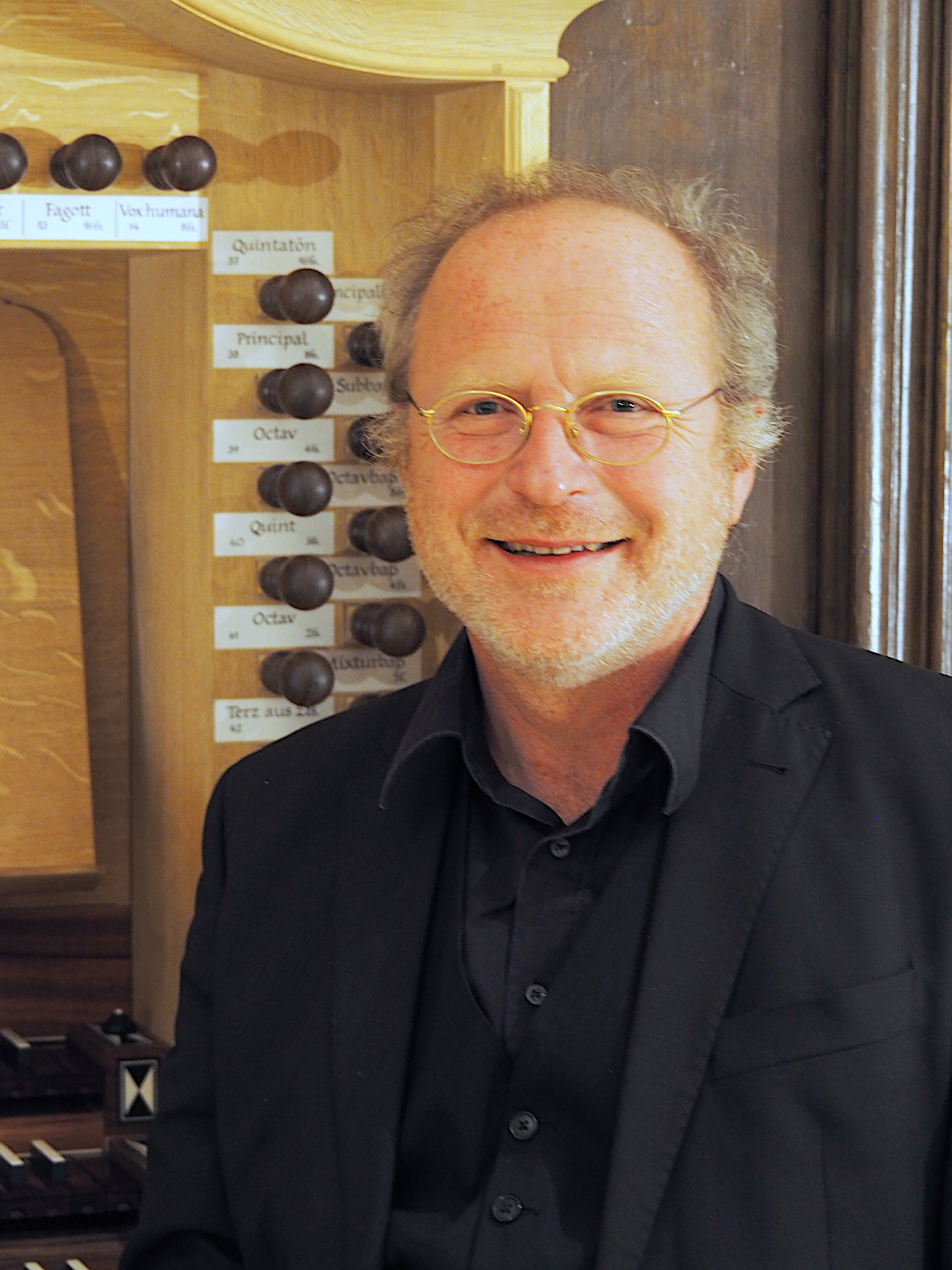
Stefan Baier (2021)

Stefan Baier (* 1967 in Passau) ist ein deutscher Organist, Cembalist und Musikpädagoge.

## Leben und berufliche Tätigkeit
Stefan Baier erhielt bereits als Schüler Orgelunterricht bei Toni Glas und Wolfgang Zerer. Nach dem Abitur studierte er Kirchenmusik, Orgel und Cembalo in Regensburg, München und Wien bei Karl Friedrich Wagner, Michael Radulescu und Gordon Murray.
Seit 2001 ist er zweiter Organist an den Innenstadtkirchen der evangelischen Gemeinden Dreieinigkeitskirche und Neupfarrkirche in Regensburg.
2003 wurde er als ordentlicher Professor für Orgel an die Hochschule für Katholische Kirchenmusik und Musikpädagogik in Regensburg berufen. Von Oktober 2011 bis September 2023 leitete er sie als Rektor in der zweiten Amtszeit. Seit 2006 ist er ständiger Gastdozent am Institut für Kirchenmusik der theologischen Fakultät an der Universität Oppeln.
Baier ist als Referent auf zahlreichen Kursen für Orgel und „Alte Musik“ tätig und war Gastdozent an Hochschulen in Tschechien, der Slowakei, Schweden Portugal und Kuba. Tätigkeiten als Juror bei Wettbewerben sowie Gastkonzerte als Organist und Cembalist in vielen Ländern Europas, in Nordafrika, Japan, in Kuba und Herausgebertätigkeit im Rahmen der Editionsreihe Sacri concentus Ratisbonenses sind weitere seiner Aktivitäten. Von 2016 bis 2022 war Baier 1. Vorsitzender der „Konferenz der Leiter katholischer kirchenmusikalischer Ausbildungsstätten Deutschlands“.
Als Experte wirkte er bei der Restaurierung der Johann-Ignaz-Egedacher-Orgel in der Pfarrkirche Mariä Himmelfahrt in Vornbach am Inn mit. Er war Mitglied der Fachkommission zur von Ahrend erbauten „Bach-Orgel“ in der Dreieinigkeitskirche Regensburg.
2024 wurde er für seine Verdienste als Künstler und Förderer von Kunst und Musik mit der Albertus-Magnus-Medaille der Stadt Regensburg ausgezeichnet.

## Tonträger
Stefan Baier ist als Solist und als Ensemblemitglied bei folgenden Aufnahmen zu hören:
- Fiat Lux (2009)
- Der Gesandten Kindlwiegen (2010)
- Musik der Gesandten. Werke von Johann Kaspar Kerll, Georg Muffat, Johann Pachelbel, Johann Ludwig Krebs, Joseph Ferdinand Seeger, Justin Heinrich Knecht und Jiri Karel Holtzmaister. Stefan Baier an der Orgel von Frantz Jacob Späth (1750) in St. Oswald Regensburg. Ambiente, 2011.
- Bavarocco (2011)
- Musica ex moenibus (2011)
- Ecce Lignum (2011)
- Dolci Canti (2012)